# Никольский монастырь (Переславль-Залесский)
Свя́то-Нико́льский Пересла́вский монасты́рь — женский монастырь Переславльской епархии Русской православной церкви, расположенный в Переславле-Залесском.

## История

### Основание
Никольский монастырь основал уроженец Переславской земли преподобный Димитрий Прилуцкий в 1348 году на месте, называемом «на Болоте», поставив церковь во имя святого Николая Чудотворца. Основанный святым Димитрием мужской монастырь приобрёл известность и стал привлекать множество молящихся.

### Период мужского монастыря
В 1382 году, когда было нашествие татарских полчищ, руководимых ханом Тохтамышем, на земли Переславля, монастырь разорили вместе с городом.
В 1408 году монастырь сожгли отряды эмира Эдигея.
Восстановили монастырь в XV веке; до Смутного времени монастырь переживал расцвет, в 1505 году великим князем Иваном Васильевичем III монастырю были пожалованы государственные земли.
В 1609 году обитель полностью разорена польско-литовскими захватчиками, и лишь в 1613 году возобновилась монашеская жизнь; в 1613 году в монастырь пришёл старец Дионисий, впоследствии схимонах и затворник; он начал новое возрождение монастыря. Его преемником стал ближайший сподвижник игумен Варлаам, который, по преданию, стал духовником преподобного Корнилия Молчальника.
В конце XVII века в монастырь привезён Корсунский крест — это главная святыня обители. Крест монастыря находился на хранении в Переславском историческом музее, сейчас находится в Никольском соборе.
Весь ансамбль монастыря уже к последней трети XVIII века был отстроен в камне. 28-метровая шатровая колокольня (1693); тёплая церковь Благовещения Пресвятой Богородицы и Святые врата с надвратной церковью во имя святых первоверховных апостолов Петра и Павла (1772); каменная ограда (1761). Очень долго строился главный Никольский собор (1680—1721 годы); это был высокий пятиглавый собор, имеющий три далеко выступающие апсиды и широкие оконные проёмы.

### Период женского монастыря (до революции)
10 июня 1898 года заштатный Никольский мужской монастырь был обращён в общежительный женский. Из Свято-Успенского Александровского монастыря прибыли четыре монахини и восемь послушниц. Старшая монахиня Антония была назначена настоятельницей с возведением в сан игумении. За усердные труды Священный Синод наградил игумению Антонию золотым наперсным крестом.
В 1899 году был произведён капитальный ремонт двухэтажного келейного корпуса с настоятельскими покоями, возведены несколько хозяйственных построек. К 1900 году была возобновлена придельная церковь Сретения Господня и освящена новая — Всех святых (1902) в Благовещенском храме. В 1903 году внутри был заново отреставрирован летний Никольский собор. Число насельниц было уже около ста человек.

### Советское время
Времена гонений на Церковь в XX веке дали обители двух священномучеников — епископа Орехово-Зуевского Никиту (Делекторского), 3 августа 1898 года рукоположённого в сан священника ко храму Николаевского женского монастыря города Переславля, и протоиерея Евгения Елховского, с 30 октября 1907 года вплоть до закрытия монастыря 20 февраля 1923 года бывшего старшим священником. В 2000 году Юбилейный Архиерейский собор Русской православной церкви причислил их к лику святых.
В 1923 году власти закрыли монастырь; главный же собор и колокольню взорвали.
Долгое время в обители находилась животноводческая база.

### Современное состояние
27 декабря 1993 года постановлением Святейшего синода Русской православной церкви был открыт Никольский женский монастырь. После 70-летней разрухи сёстры пришли на руины: был взорван Никольский собор и колокольня, уничтожено кладбище, разобрана каменная ограда, Благовещенскую церковь переоборудовали под квартиры, а в надвратном храме расположились ремонтные мастерские.
В 1996 году было воссоздано пятикупольное завершение Благовещенской церкви, а в 1999 году завершены ремонтно-реставрационные работы. В 1997 году открыто подворье Никольского монастыря в селе Годеново, где находится чудотворный Годеновский крест. 23 августа 1997 года обитель впервые посетил патриарх Московский и всея Руси Алексий II. В 1998 году была вновь построена каменная ограда. В 1999 году был заложен фундамент Никольского собора, а 12 сентября 2003 года было отслужено первое богослужение во вновь построенном соборе. В 1999 году была возведена часовня в селе Веслево — на родине преподобного Димитрия Прилуцкого.
2000 год был ознаменован обретением мощей святого благоверного князя Андрея Смоленского и перенесением в обитель мощей преподобного Корнилия Молчальника. В 2001 году был построен келейный корпус с архиерейскими покоями и домовой церковью в честь преподобного Сергия Радонежского. 30 октября 2001 года состоялось поднятие куполов Никольского собора и освящение центрального креста. 22 мая 2004 года произошла закладка звонницы с храмом в честь Усекновения Главы Святого Иоанна Предтечи, а в мае 2005 года на неё были подняты колокола. 22 мая 2005 года над обителью прозвучал первый колокольный звон на вновь построенной звоннице.
31 июля — 1 августа 2005 года на праздник преподобного Серафима Саровского обитель посетил патриарх Алексий II. В 2007 году была открыта больничная часовня во имя святителя Луки (Войно-Ясенецкого). 12 июня 2009 года в монастырь была возвращена его главная святыня — Корсунский крест. 10 апреля 2010 года был освящён вновь построенный Казанский сестринский корпус. 9 ноября 2011 года в праздник благоверного князя Андрея Смоленского на месте обретения мощей святого князя был заложен храм в его честь. 21 июля 2012 года впервые в обители торжественно было отпраздновано второе обретение мощей святого благоверного князя Андрея Смоленского (2000).
На подворье монастыря 9 февраля 2008 года после полной реконструкции и замены иконостаса архиепископ Ярославский и Ростовский Кирилл освятил престол Боголюбской иконы Божией Матери. В 2012 году начато строительство крестильного храма в честь Богоявления Господня, дома причта и трапезной с церковной лавкой. 26 ноября 2014 года дом причта был освящён. 11 июня 2013 года в Годенове митрополит Ярославский и Ростовский Пантелеимон заложил соборный храм в честь Святой Софии, Премудрости Божией.
Со дня возрождения Никольского женского монастыря настоятельницей является игумения Евстолия (Афонина).